# Alandi
Alandi là một thành phố và là nơi đặt hội đồng đô thị (municipal council) của quận Pune thuộc bang Maharashtra, Ấn Độ.

## Địa lý
Alandi có vị trí 18°40′B 73°54′Đ / 18,67°B 73,9°Đ Nó có độ cao trung bình là 577 mét (1893 foot).

## Nhân khẩu
Theo điều tra dân số năm 2001 của Ấn Độ, Alandi có dân số 17.561 người. Phái nam chiếm 56% tổng số dân và phái nữ chiếm 44%. Alandi có tỷ lệ 73% biết đọc biết viết, cao hơn tỷ lệ trung bình toàn quốc là 59,5%: tỷ lệ cho phái nam là 81%, và tỷ lệ cho phái nữ là 64%. Tại Alandi, 13% dân số nhỏ hơn 6 tuổi.